# Schizoglyphus biroi
Schizoglyphus biroi (лат.) — вид панцирных клещей (Oribatida), единственный в составе рода Schizoglyphus и семейства Schizoglyphidae из клады Astigmata отряда Саркоптиформные клещи. Встречаются в Индонезии (Западная Новая Гвинея). Эктопаразиты жуков.

## Этимология —
Вид S. biroi назван в честь венгерского зоолога Lajos Bíró (1856—1931), исследователя Новой Гвинеи, где за 8 лет он собрал много новых для науки видов.

## Описание
Мелкие клещи, длина тела дейтонимф около 0,2 мм (имаго неизвестны). Проподосома передне-медиально несколько удлинена, вершина рострума тупая. Поверхность центральной базальной части с фовеолами увеличивающихся размеров по направлению к краю. Аналогичная скульптура присутствует на поверхности гистеросомы. Все три пары продорсальных волосков, выделяющихся в передней части тела, мельчайшие, как основные волоски гистеросомы. Волоски h1 длинные, все остальные мелкие.
Отличие рода и семейства: генитальные вальвы с 4 парами мельчайших волосков; пальпы с 2 свободно сочленяющимися сегментами и рудиментами третьего, более базального сегмента; орган прикрепления с рудиментарными коноидальными волосками p1 и p2; лапка II с 2 соленидиями. Генитальные примордии дейтонимф с 3 парами папиллом; рядом с ситом в продольном ряду 4 редуцированные точечные присоски; инфракапитул гнатосомы с коротким шипом, пальпы 3-члениковые, первый членик с волоском, последний членик с 1 соленидием и 3 короткими шиповидными волосками. Прикрепляющиеся пластинки модифицированы. Эктопаразиты жуков-чернотелок Tagalus tibialis (Coleoptera: Tenebrionidae).

## Систематика
Вид был впервые описан в 1978 году венгерским акарологом Sandór Mahunka (1937—2012) и выделен в монотипические род Schizoglyphus и семейство Schizoglyphidae. Первоначально они рассматривались как самые примитивные представители Acaroidea, а затем были выделены в отдельное надсемейство Schizoglyphoidea, сестринское ко всем остальным группам клады Astigmata из отряда Саркоптиформные клещи.